# Chinesischer Eishockeyverband
Der Chinesische Eishockeyverband ist der nationale Eishockey- und Bandyverband der Volksrepublik China.

## Geschichte
Der Verband wurde am 25. Juli 1963 in die Internationale Eishockey-Föderation aufgenommen. Der Verband gehört zu den IIHF-Vollmitgliedern. Aktueller Präsident ist Yinggang Zhao.
Der Verband kümmert sich überwiegend um die Durchführung der Spiele der chinesischen Eishockeynationalmannschaft sowie der Frauen-Nationalmannschaft und der Junioren-Mannschaften. Zudem organisiert der Verband den Spielbetrieb auf Amateurebene, während der einzige Profiklub des Landes, China Dragon, in der multinationalen Asia League Ice Hockey antritt.
2010 wurde er in den internationalen Bandyverband, der Federation of International Bandy aufgenommen.